# Antonio Villarreal

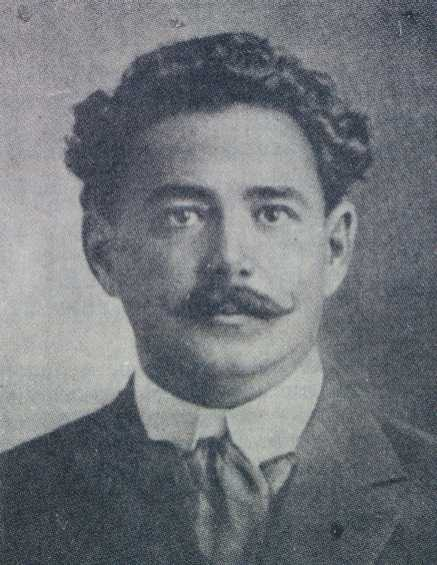
Antonio Villarreal.

Antonio I. Villarreal González (Lampazos, 16 juli 1877 – Mexico-Stad, 16 december 1944) was een Mexicaans politicus en militair.
Villarreal keerde zich tegen de dictatuur van Porfirio Díaz. Hij publiceerde een aantal liberale periodieken waarna hij gevangen werd gezet. Na zijn vrijlating vluchtte hij naar de Verenigde Staten waar hij zich aansloot hij zich aan bij de anarchistische Mexicaanse Liberale Partij (PLM) van Ricardo Flores Magón. Bij het uitbreken van de Mexicaanse Revolutie sloot hij zich aan bij de Vooruitstrevende Constitutionalistische Partij (PCP) envoegde hij zich bij Francisco I. Madero. Na Madero's overwinning in 1911 werd hij benoemd tot consul in Barcelona.
Na de staatsgreep tegen en moord op Madero door Victoriano Huerta in 1913 keerde hij terug naar Mexico. Hij sloot zich aan bij het Constitutionalistische Leger van Pablo González en Venustiano Carranza. Hij nam deel aan de conventie van Aguascalientes, en bleef als een van de weinigen neutraal toen op die conventie Villa en Carranza met elkaar braken. Op 31 oktober 1914 werd hij tot president van de conventie gekozen, maar gaf korte tijd later die functie over aan Eulalio Gutiérrez. Villarreal werd vervolgens gouverneur van Nuevo León, waar hij een aantal progressieve hervormingen doorgevoerd. Een jaar later werd hij verdreven door de troepen van Carranza en zag zich gedwongen het land te ontvluchten.
Na de dood van Carranza in 1920 keerde hij terug, en werd minister van landbouw onder Álvaro Obregón. In 1922 stelde hij zich verkiesbaar tot senator maar hem werd de overwinning onthouden. Een jaar later sloot hij zich aan bij de De la Huertaopstand, die echter onderdrukt werd, waardoor hij wederom het land moest verlaten. In 1929 steunde hij Nationale Antiherverkiezingspartij (PNA) en de presidentscampagne van José Vasconcelos. Na gewelddadig onderdrukte protesten tegen verkiezingsfraude ontvluchtte hij wederom het land.
In 1934 was hij presidentskandidaat voor de Revolutionaire Confederatie van Onafhankelijke Partijen (CRPI), maar haalde slechts 1,08% van de stemmen. Hierna trok hij zich terug uit de politiek. Hij overleed in 1944.
- International Standard Name Identifier: 0000 0000 2331 3430
- Library of Congress Control Number: n84088033
- Nationale Bibliotheek van Israël: 987007596920005171
- Nationale Bibliotheek van Polen: a0000003336559
- SNAC: w6ck1m4q
- Virtual International Authority File: 53087453
- WorldCat: E39PBJfGT3mCh8KQFCbpBxDwmd